# Igreja do Coração de Jesus (Lisboa)

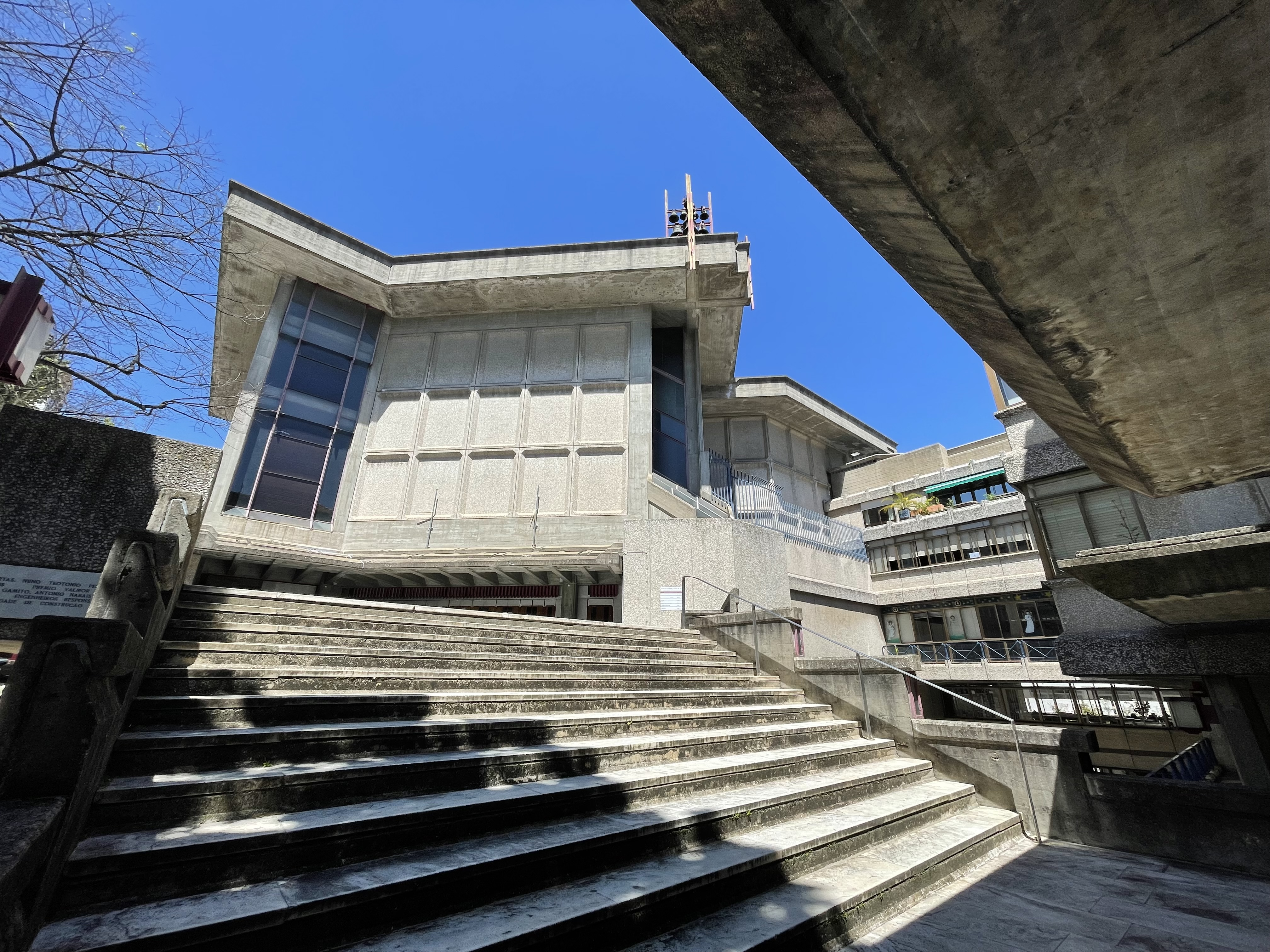
Igreja do Sagrado Coração de Jesus em Lisboa, Portugal

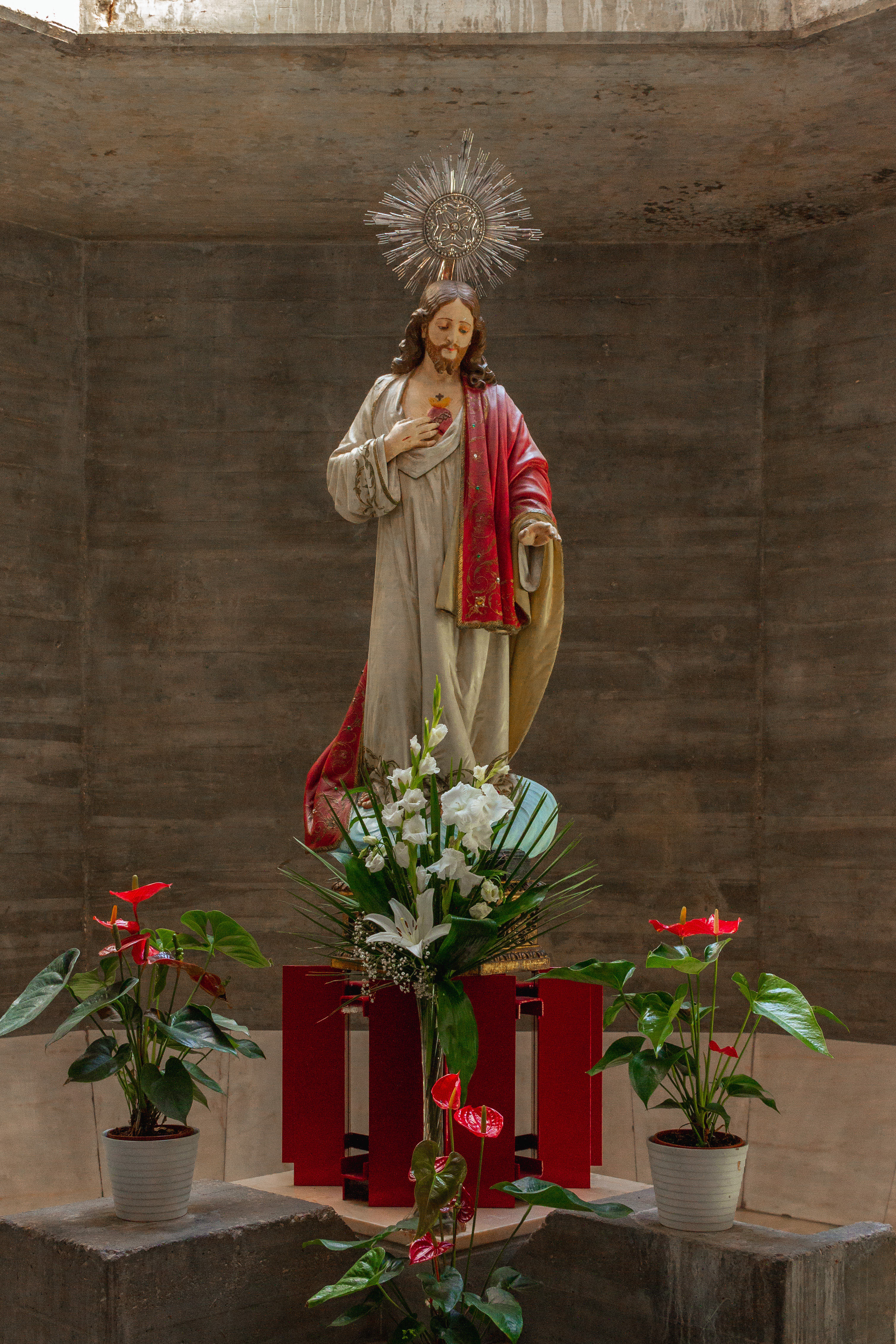
Imagem do Sagrado Coração de Jesus, titular deste templo católico

A Igreja do Sagrado Coração de Jesus, designada, usualmente, por Igreja do Coração de Jesus, é a igreja paroquial da antiga freguesia do Coração de Jesus, atualmente freguesia de Santo António, e que pertence ao Patriarcado de Lisboa, sita na Rua Camilo Castelo Branco, nº 4, em Lisboa, Portugal.

## Breve história
Construída entre 1962 e 1967, foi inaugurada em 25 de Junho de 1970 e obteve o primeiro prémio do concurso a que o programa tinha sido sujeito. É obra dos arquitectos Nuno Portas e Nuno Teotónio Pereira, tendo-lhe sido atribuído Prémio Valmor de 1975. Em 2010, a Igreja do Sagrado Coração de Jesus foi classificada como monumento nacional.
Os arquitetos realizaram uma obra de carácter “experimental”, sendo uma charneira no núcleo de equipamento religioso. O modo como a escala da arquitectura se articula em simbiose com a dimensão urbana, onde é valorizado o espaço público, são vitais para a boa prática de uma cidadania efectiva. A sua inserção urbana, mas também a linguagem brutalista que adoptaram, de betão à vista são algumas das características. Na concepção do projeto, houve o propósito de inserir o edifício no quarteirão envolvente e de criar espaços públicos de acesso e de ligação entre as duas ruas que o marginam, o que resulta no desaparecimento do objecto arquitectónico, enquanto elemento isolado que se dissolve na estrutura urbana do lote através de uma “boa solução volumétrica e integração urbana correcta”.

## Descrição
Os arquitetos conseguiram que a igreja fizesse parte integrante do conjunto arquitetónico, tendo em conta a volumetria dos edifícios circundantes.  A igreja e o corpo dos anexos desenvolvem-se em vários níveis, seguindo o desnível do terreno, unidos por um espaço aberto central, designado adro que serve de elemento articulador dos acessos em socalcos, ligando as cotas das diferentes ruas através de um percurso urbano resolvido com escala e intimidade. A dilatação da rua e a penetração do espaço público no lote, são propostas inovadoras do programa de “igreja que se abre arquitectonicamente para a cidade”, correspondendo a um espaço interno dinâmico, rico e participante desenvolvido através da sobreposição de plataformas traduzidas num piso principal, cripta e diversos níveis de galerias e balcões. O conceito de espaço sagrado integrado no tecido urbano, concretizando, com a criação de um adro que liga um percurso entre as duas ruas, a ideia da igreja aberta à sociedade e aos valores da cidadania.

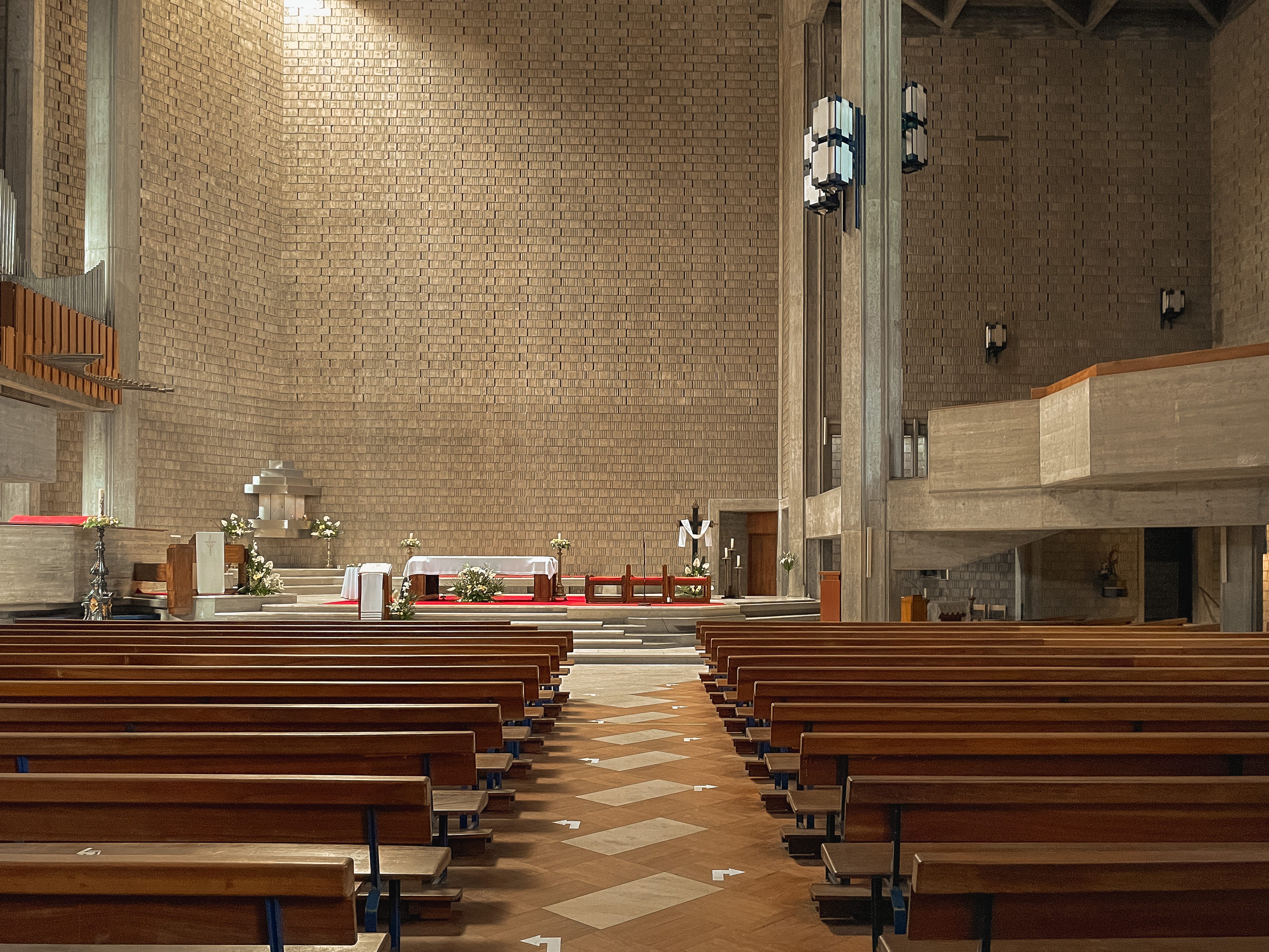
Nave da Igreja do Sagrado Coração de Jesus (Lisboa)

A igreja faz parte de um complexo paroquial que apresenta para além dos espaços dedicados ao culto, uma secretaria, cafetaria, capelas mortuárias, auditório e ainda outros espaços para atividades socioculturais. A sobreposição de plataformas na igreja (piso principal, cripta, galerias e balcões) centra-se em dois fulcros, o santuário e o baptistério, e orienta-se num movimento de abertura em relação ao conjunto paroquial e à praça interiorizada, que é o coração do espaço exterior. Ou seja, não se estabelece apenas uma direcção ao altar-mor, mas sim este movimento de abertura com diversas orientações, que concorrem para acentuar a fluidez do espaço. Na concepção da nave principal, procurou-se uma forma envolvente centrada no altar, para enfatizar esse espaço nos actos litúrgicos, dando muita importância e atenção à entradas de luz, de modo a a hierarquizar e a dinamizar as relações espaciais.

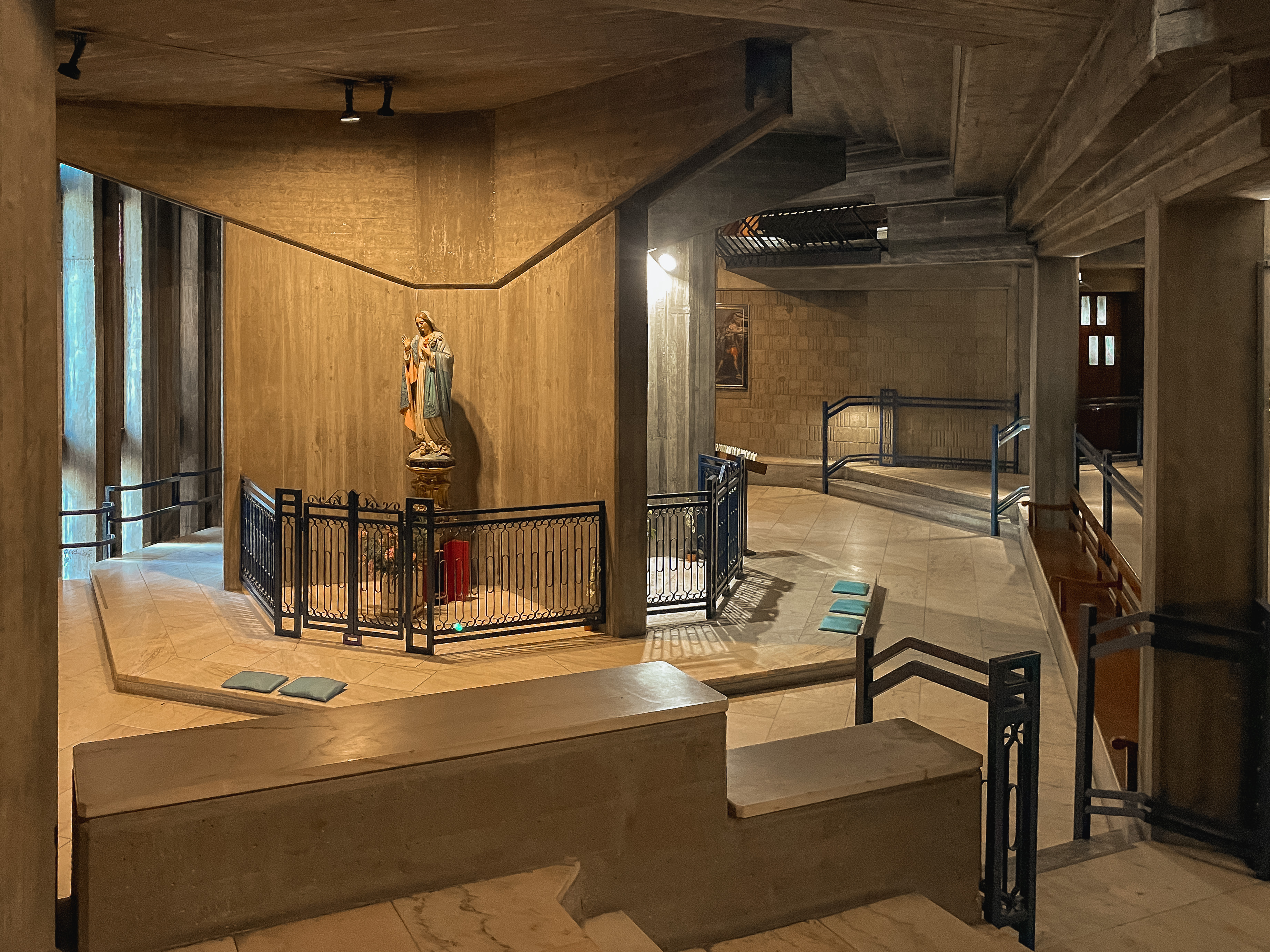
Cripta da Igreja do Sagrado Coração de Jesus (Lisboa)

Os arquitectos conseguiram fazer com que esta igreja se articule com os edifícios envolventes de grandes dimensões e cérceas elevadas, e sobretudo que dialogue intimamente com a cidade, integrando-se perfeitamente na malha urbana, chamando assim o espaço urbano da rua a participar no espaço que é sagrado, em que todo o espaço interior é trabalhado como que de uma escultura a partir de um bloco se tratasse, os arquitectos criam espaços com diferentes valores de sensação de intimidade, através de geometrias repletas de fluidez e dramatizadas com o domínio da luz, espiritualizando-a.
A materialidade do edificado, no que diz respeito ao seu exterior, é constituído por “painéis pré-fabricados em estaleiro, com agregado exposto, lavagem a jacto de betão, de brita de calcário branco de Vila Viçosa com argamassa de cimento branco”. O seu interior é caracterizado pela utilização de nervuras nas paredes, através de placas apoiadas diretamente nos pilares e paredes envolventes, ou seja, blocos de cimento de 20x40cm fabricados em estaleiro com propriedades de correção acústica.

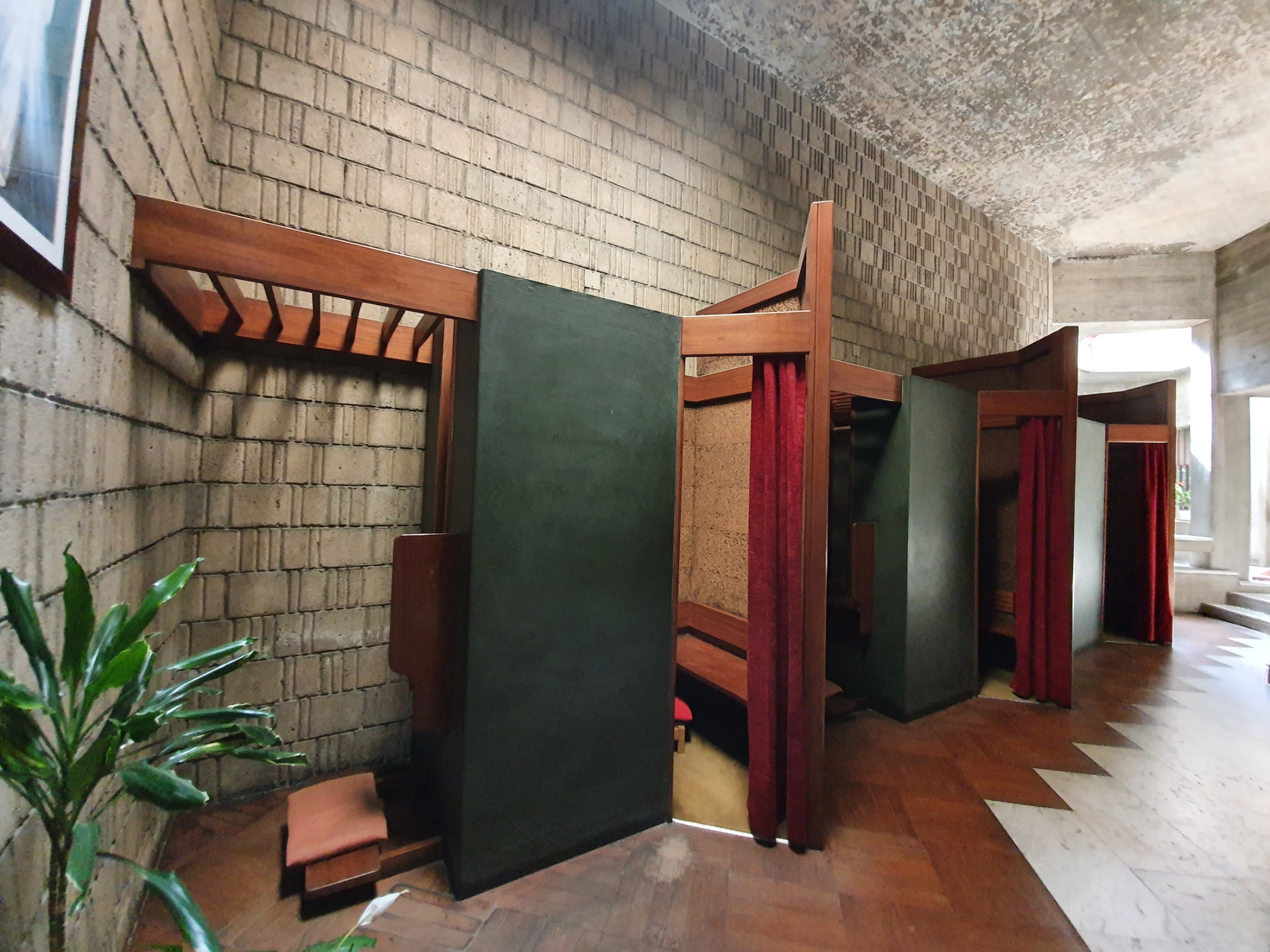
Confessionários da Igreja do Sagrado Coração de Jesus

Estão representados aqui de forma sublime o betão e o vidro, materiais menos nobres e mais simples, que ilustram perfeitamente o brutalismo desta obra de arquitectura. O ritmo que os arquitectos dão à utilização do betão, jogando sempre com a luz, de forma espiritual, mostra a renovação da arquitectura religiosa que estes intencionavam. O betão à vista normalmente rude e agressivo, mostra-se nesta obra, delicado e sofisticado, acompanhando o exaustivo desenho detalhado. As texturas rugosas que estes materiais têm parecem desvanecer quando observadas no todo, manifestando-se claramente uma gentileza e sensibilidade por parte de Nuno Portas e Nuno Teotónio Pereira com a arquitectura.
Foi edificada para substituir a igreja paroquial do mesmo orago, sita na Rua de Santa Marta, que se tornara pequena para tantos fiéis. Esta igreja fora construída entre 1780 e 1790, com projecto de Manuel Caetano de Sousa, nos terrenos cedidos por Cristóvão de Sousa da Silva d'Alte, tendo a obra sido paga pela Irmandade do Santíssimo, da qual era membro D. Francisco de Sousa Coutinho, 12.º Conde de Redondo. A igreja foi restaurada nos anos 70 do século XIX.

## Órgão de tubos

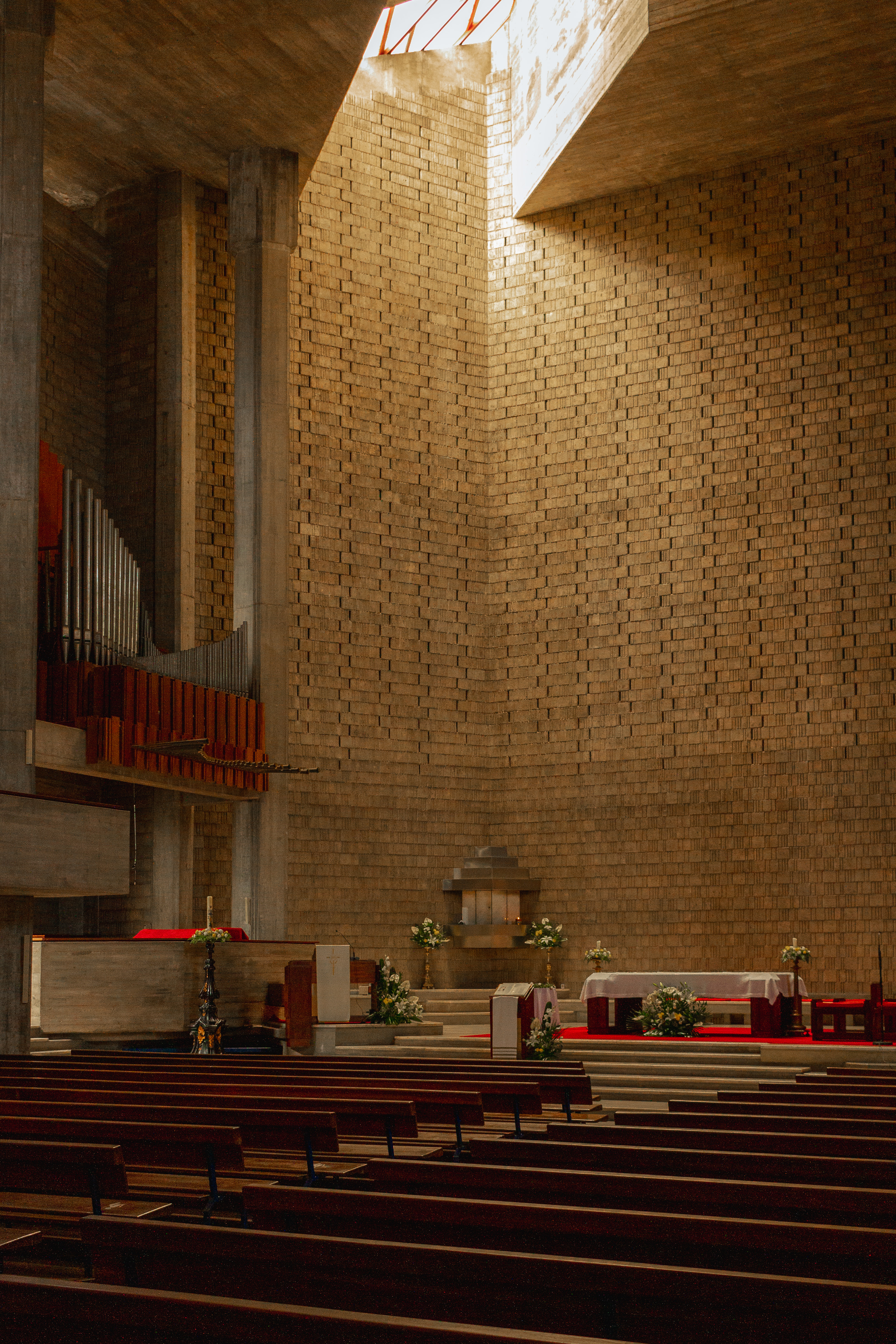
Altar e órgão da Igreja do Sagrado Coração de Jesus

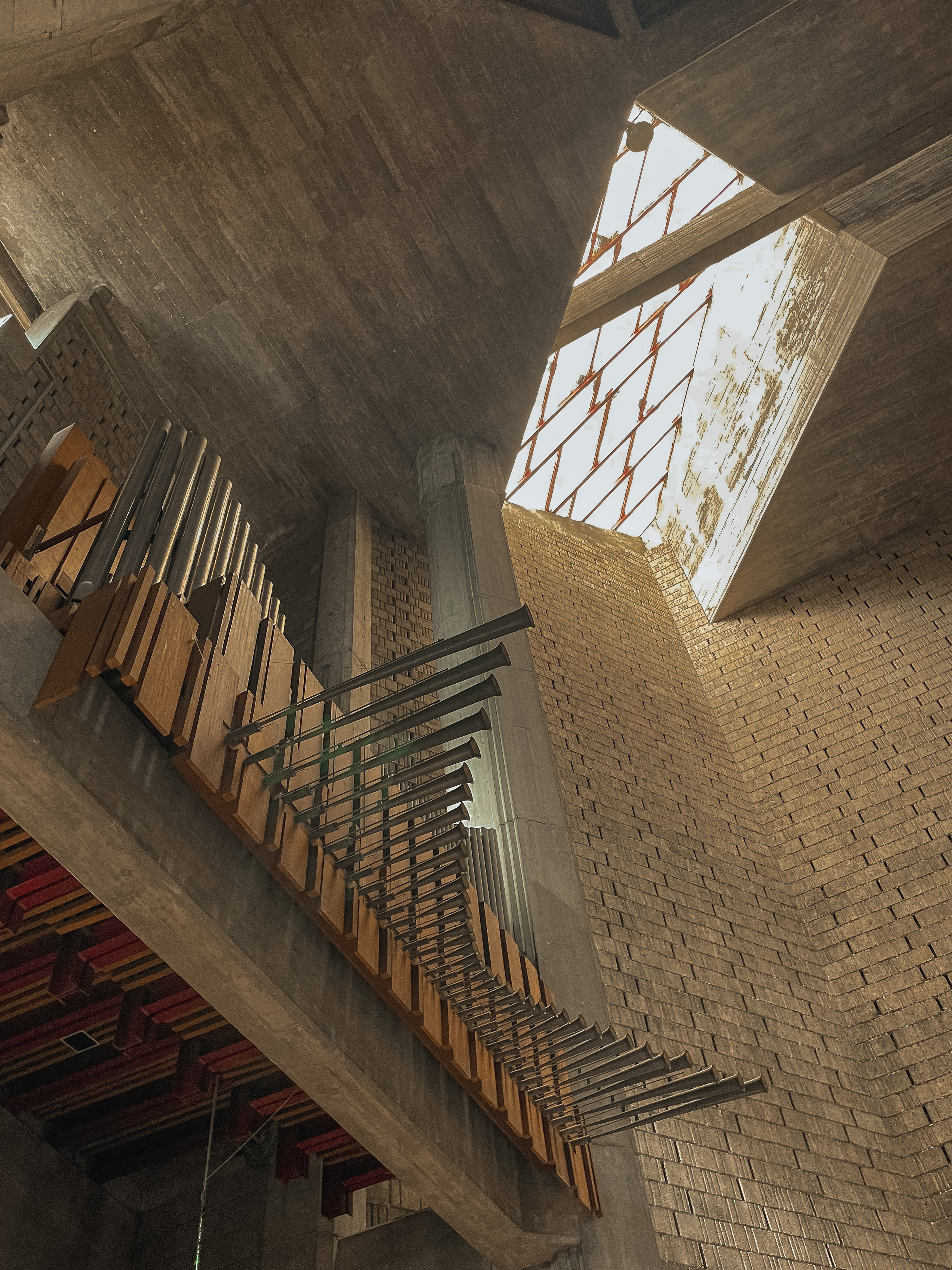
Detalhe do órgão de tubos

O órgão foi construído pela firma Alfred E. Davies & Son, de Northampton, no Reino Unido sobre o espaço reservado ao coro  e tem a seguinte registação . Actualmente o instrumento encontra-se parcialmente operacional, com problemas a nível do sistema eléctrico, existindo notas e registos específicos que não tocam. Também é possível ouvir fugas de ar.
| PRINCIPAL 10 registos 61 notas (c1 a c6) |
| Flautado de 12 palmos (aberto)           |
| Oitava real                              |
| Dozena                                   |
| Quinzena                                 |
| Dezanovena (Dozena à 8.ª)                |
| Cheio a 4 vozes (15 22 26 29)            |
| Trombeta real de 12                      |
| Flautado tapado de 12 palmos             |
| Flautado tapado de 6 palmos              |
| Voz humana de 6 palmos                   |

| ECO 8 registos 61 notas (c1 a c6)                      |
| Flautado tapado de 12 palmos (do tapado de 12 do G.O.) |
| Flauta doce                                            |
| Flautado tapado de 6 palmos (do tapado de 6 do G.O.)   |
| Flauta de ponta de 6 palmos                            |
| Voz humana de 6 palmos (do G.O.)                       |
| Oitava de flauta (8.ª da flauta de ponta)              |
| Corneta de 3 vozes (19 22 24)                          |
| Chirimia de 6 palmos                                   |

| PEDALEIRA 6 registos 30 notas (c1 a f3)                    |
| Contra-flautado de 24 palmos                               |
| Bordão de 12 palmos (do tapado de 12 do G.O.)              |
| Oitava real (da 8.ª real do G.O.)                          |
| Cheio a 3 vozes (15 19 22 - prolongamento da fila do G.O.) |
| Saca-bucha de 24 palmos                                    |
| Trombeta Marinha de 12 palmos (da trombeta do G.O.)        |

## Movimento de Renovação da Arte Religiosa

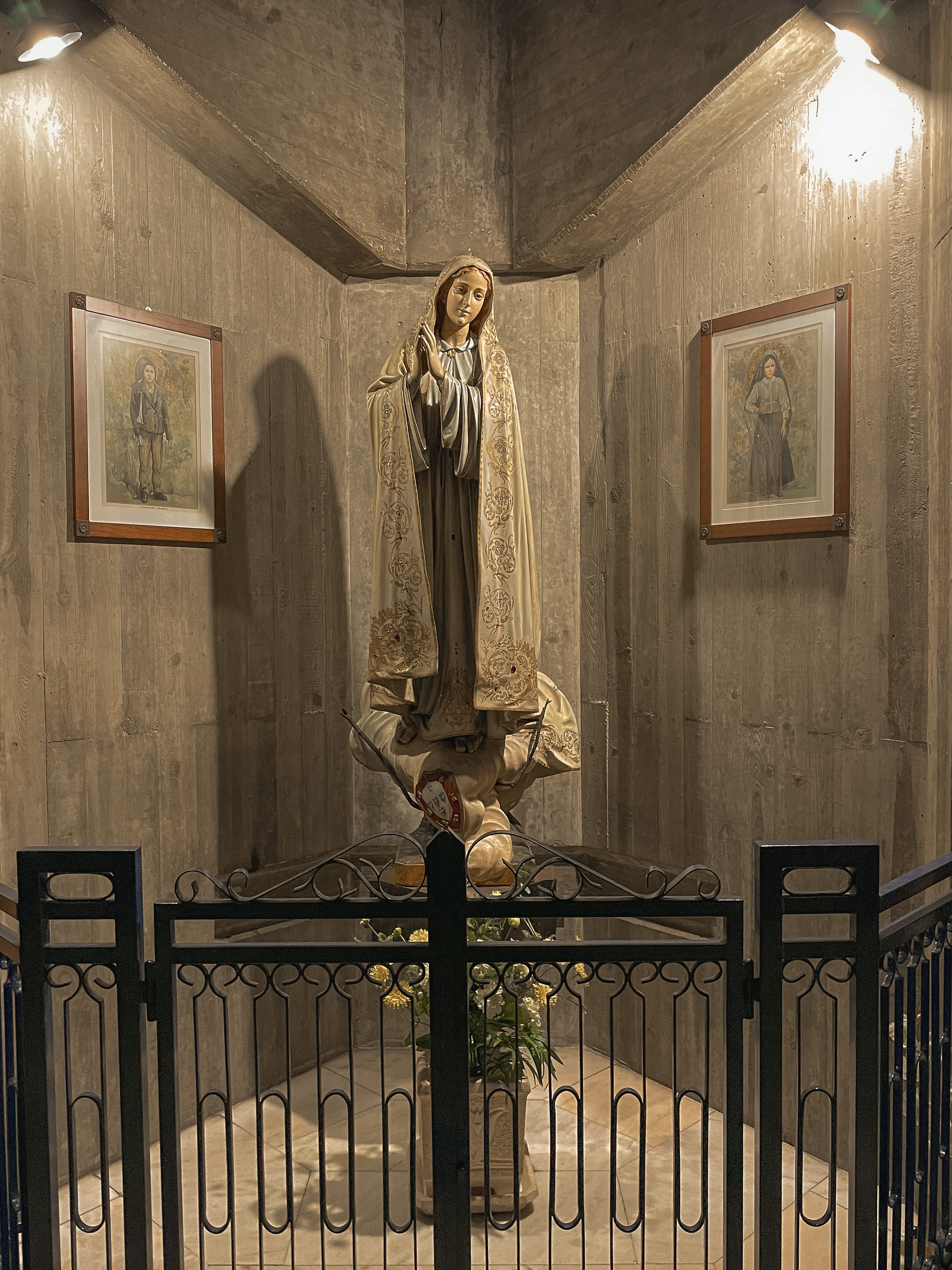
Imagem de Nossa Senhora do Rosário de Fátima

Paralelamente à sua ação dirigida ao programa habitacional, Nuno Teotónio Pereira lutou por uma arquitetura religiosa contemporânea, que se libertasse de estigmas historicistas, abaixo uma citação do arquiteto que resume algumas das suas preocupações em relação à concepção da igreja: “Uma reflexão sobre o programa colocava em primeiro plano o problema da presença urbana da igreja: de um dos pólos não se poderia iludir que ao novo edifício se atribuía uma projeção mais vasta do que os limites da paróquia residencial, o que desde logo sugeria a procura de uma situação evidente de um destaque volumétrico do templo. Por outro lado, a regularidade do traçado urbanístico da zona pedia uma rotura na continuidade da construção marginal que deixasse verter o espaço público da rua por um “centro paroquial” que se deseja aberto e atractivo.” 

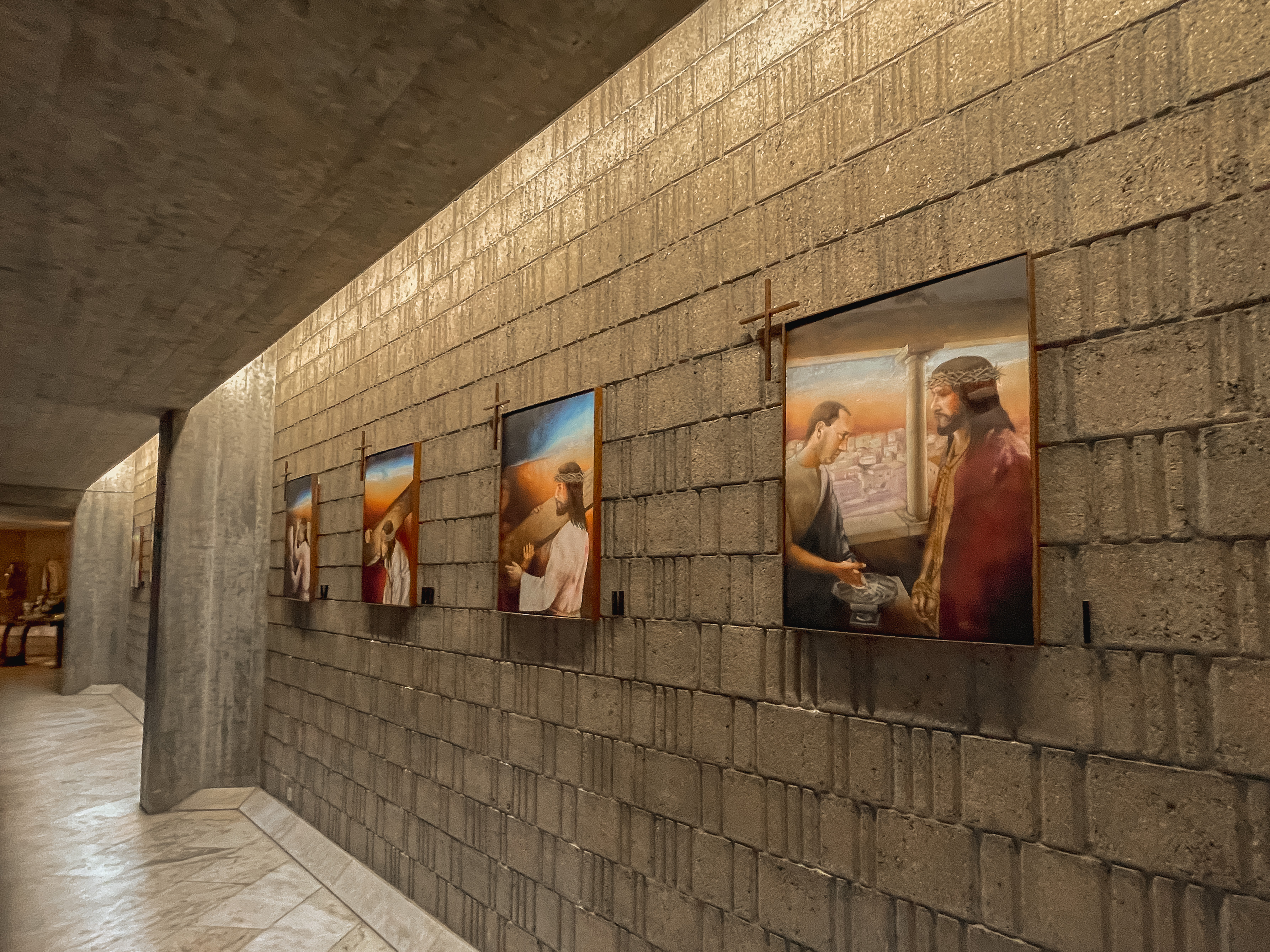
Estações da Via Sacra em pintura moderna

Na própria arte religiosa surge o Movimento de Renovação da Arte Religiosa, institucionalizado em 1954 e encabeçado por Nuno Teotónio Pereira. Seis anos mais tarde dirá que “a ideia de formação do MRAR não nasceu: impôs-se-nos. Teve de ser”, pois a realidade da arquitetura religiosa era particularmente opressiva, por ter “especialíssimas exigências de verdade, harmonia e dignidade”, pelo que a prática e aceitação da mentira construtiva nas igrejas era uma verdadeira contradição, que deveria ser condenada e consideravam que “guardar silêncio seria atraiçoar a sua vocação de arquitetos e católicos”. Pretendia criar uma arquitetura religiosa contemporânea, renovada, livre de estigmas historicistas, combatendo assim o “falso tradicionalismo” e o “falso modernismo” das construções da época, de modo a resultar numa maior simplicidade e clareza dos espaços sagrados. O apogeu deste movimento é, sem dúvida, a Igreja do Sagrado Coração de Jesus do atelier de Teotónio Pereira.